# Rokka: Braves of the Six Flowers
Rokka: Braves of the Six Flowers (jap. 六花の勇者 Rokka no yūsha) – seria light novel z gatunku fantasy, napisana przez Ishio Yamagatę i zilustrowana przez Miyagiego. Seria ukazuje się nakładem wydawnictwa Shūeisha, które od 2011 roku wydało 6 tomów. 
Na jej podstawie studio Passione wyprodukowało anime, którego emisja trwała od lipca do września 2015.

## Fabuła
Kiedy główny antagonista zwany „Majinem” przebudzi się, bogini losu wybierze sześciu wojowników i obdarzy ich mocą, którzy mają za zadanie uratować świat przed złem. Gdzieś na ciałach bohaterów pojawi się herb w kształcie kwiatu, w wyniku czego wojownicy zostają „Bohaterami Sześciu Kwiatów”. Gdy zbliża się dzień odrodzenia Majina, Adlet, główny protagonista serii, który nazywa siebie najsilniejszym mężczyzną na świecie, zostaje wybrany jako jeden z „Sześciu kwiatów”. Kiedy jednak bohaterowie przybyli na wyznaczone miejsce, odkryli, że jest tam obecnych siedmiu bohaterów, co oznaczało, że jeden z nich był oszustem i wrogiem. Zdezorientowani niemożliwą sytuacją, wśród wybranych zaczęła szerzyć się wątpliwość czy można sobie ufać, a jeśli tak to komu.

## Manga
Adaptacja serii w postaci mangi była publikowana w magazynie „Super Dash & Go!” wydawnictwa Shūeisha od 25 października 2011 roku. Dotychczas rozdziały zostały podsumowane w czterech antologiach. Cykl powstaje we współpracy z autorem oryginału, Ishio Yamagatą i ilustratorem Kei Toru. 

## Anime
Telewizyjny serial anime będący adaptacją pierwszego tomu powieści, wyprodukowany przez studio Passione i wyreżyserowany przez Takeo Takahashiego, emitowany był od 4 lipca do 19 września 2015 w stacji MBS i innych. Licencję na serial w Ameryce Północnej nabyło Ponycan USA, natomiast licencję w Wielkiej Brytanii posiada Anime Limited. 

### Ścieżka dźwiękowa
| Odcinki        | Tytuł               | Wykonawcy   | Źródło   |
| Czołówka       | Czołówka            | Czołówka    | Czołówka |
| -------------- | ------------------- | ----------- | -------- |
| 1-4, 12        | „Cry for the Truth” | Michi       | [ 7 ]    |
| 5-11           | Black Swallowtail”  | Uroboros    | [ 8 ]    |
| Napisy końcowe |                     |             |          |
| 1-3, 8, 12     | „Secret Sky”        | Michi       | [ 7 ]    |
| 4-5, 10        | „Dance in the Fake” | Yōko Hikasa | [ 7 ]    |
| 6-7, 9, 10     | „Nameless Heart”    | Aoi Yūki    | [ 7 ]    |

### Lista odcinków
| №  | Tytuł                                                               | Premiera         |
| -- | ------------------------------------------------------------------- | ---------------- |
| 1  | The Strongest Man in the World Chijō saikyō no otoko (地上最強の男) | 4 lipca 2015     |
| 2  | First Journey Hajimete no tabi (初めての旅)                         | 11 lipca 2015    |
| 3  | The Girl Who Kills Braves Rokka-goroshi no shōjo (六花殺しの少女)   | 18 lipca 2015    |
| 4  | The Heroes Gather Yūsha shūketsu (勇者集結)                         | 25 lipca 2015    |
| 5  | The Seventh Brave Nana ninme no yūsha (七人目の勇者)                | 1 sierpnia 2015  |
| 6  | A Trap and a Rout Wana to kaisō (罠と潰走)                          | 8 sierpnia 2015  |
| 7  | The Reason of the Two Futari no riyū (二人の理由)                   | 15 sierpnia 2015 |
| 8  | The Average Man and the Genius Bonjin to tensai (凡人と天才)        | 22 sierpnia 2015 |
| 9  | Blossoms of Doubt Giwaku no tsubomi (疑惑の蕾)                      | 29 sierpnia 2015 |
| 10 | Desperate Situation Zettai zetsumei (絶体絶命)                      | 5 września 2015  |
| 11 | Counterattack Hankō (反攻)                                          | 12 września 2015 |
| 12 | The Time to Reveal the Answer Kaimei no toki (解明の時)             | 19 września 2015 |